# Isla (municipalité)
Pour les articles homonymes, voir Isla.
La municipalité d'Isla est l'une des 212 municipalités de l'État mexicain de Veracruz. Elle est située au sud-est de cet État, au sud du golfe du Mexique, non loin de la limite administrative avec l'État d'Oaxaca.
Elle fait partie du bassin du fleuve Río Papaloapan et est encadrée par deux de ses affluents, le Río Tesechoacán et le Río San Juan, qui prennent leurs sources plus au sud, dans le massif montagneux de la Sierra Madre de Oaxaca.
Cette municipalité est rattachée administrativement à la région Papaloapan, qui est une des 10 régions de l'État de Veracruz.

## Géographie
Le territoire de la municipalité d'Isla s'étend du nord au sud entre les rivières Río Tesechoacán à l'ouest, et Río San Juan à l'est, qui forment ses limites sur une grande partie de leurs cours. Toutes affluentes du fleuve Río Papaloapan, elle confluent avec lui plus au nord, en deux points distincts, tandis que leurs sources se trouvent bien plus au sud, dans le massif montagneux de la Sierra Madre de Oaxaca. Son chef-lieu, la ville éponyme d'Isla, se trouve dans la partie sud de son territoire. Celui-ci couvre une superficie de 927,9 km2, et était peuplé en 2010 de 42 205 habitants, pour une densité de 46,7 habitants par km2.
La municipalité est limitrophe au nord de la municipalité de Tlacotalpan, à l'ouest de celle de José Azueta, au sud de celle de Playa Vicente, et à l'est ce celles de Juan Rodríguez Clara, de Hueyapan de Ocampo, de San Andrés Tuxtla et de Santiago Tuxtla.

## Composition et démographie
La municipalité était composée en 2015 de 451 localités, dont une seule était considérée comme urbaine, les autres étant rurales.
| Localité            | Population |
| ------------------- | ---------- |
| Isla                | 26 287     |
| Mazoco              | 975        |
| El Paraíso          | 688        |
| Totoloche           | 582        |
| El Tesoro           | 554        |
| Reste des localités | 13 119     |
| Total population    | 42 205     |

En plus de l'espagnol, plusieurs langues amérindiennes sont parlées dans la municipalité, dont les principales sont par ordre d'importance : le chinantèque, le mazatèque, le nahuatl et le zapotèque.

## Histoire
En 1964, la ville d'Isla est désignée comme chef-lieu de la municipalité de José Azueta.
La municipalité d'Isla est créée ne 1967.

## Économie

### Agriculture et élevage

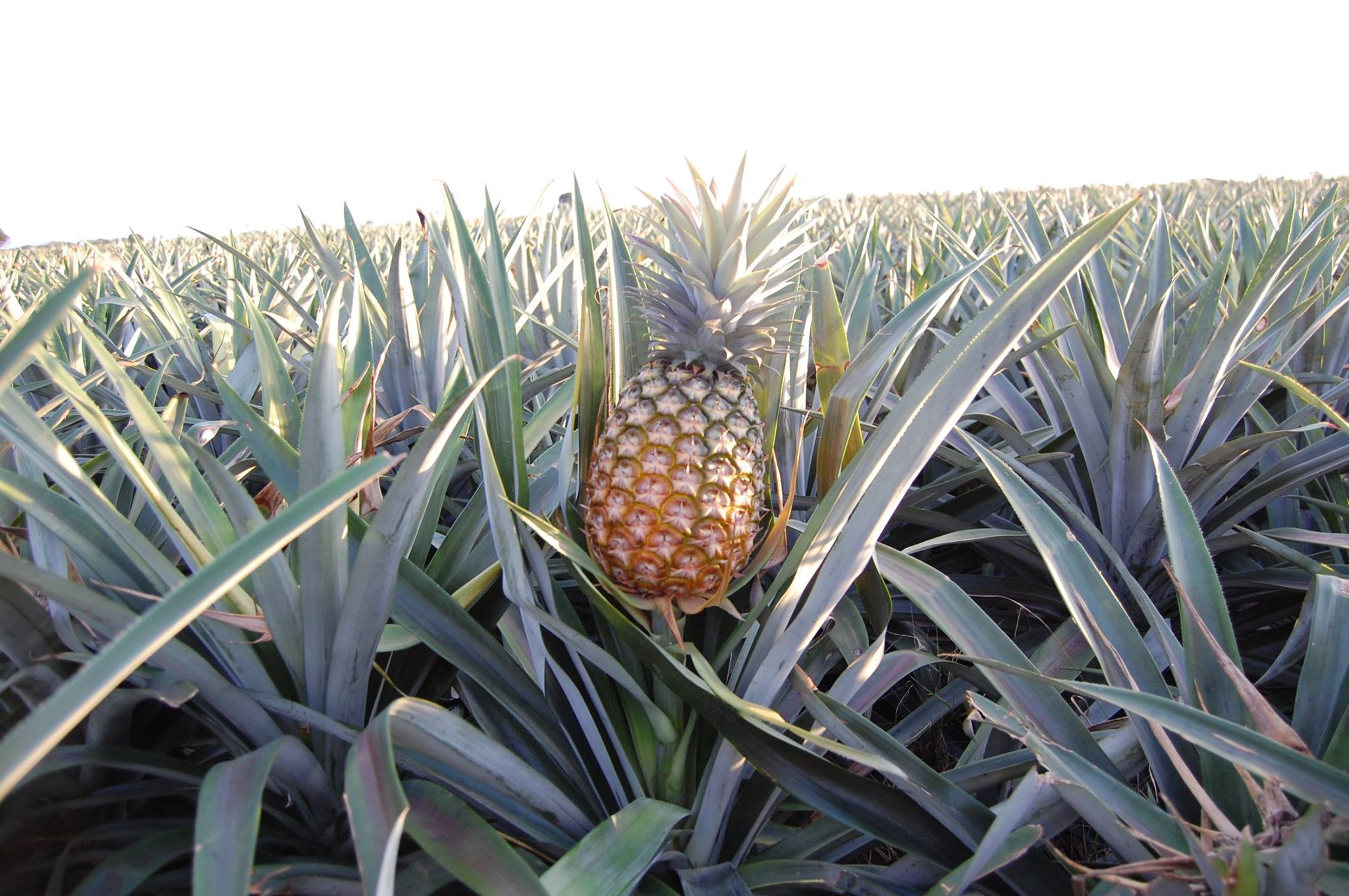
Culture d'ananas à Isla

La superficie des parcelles semées représentait, en 2016 une surface totale de 20 886 hectares, parmi lesquels 10 550 hectares voués à la culture de l'ananas, 8090 hectares voués à la culture du maïs, et 1000 hectares voués à celle de la canne à sucre.
En 2016, la production de viande par tonnes comprenait 1637,1 tonnes de viande bovine, 238,8 tonnes de viande porcine, 14,3 tonnes de viande ovine, 435,7 tonnes de volailles et 8,8 tonnes de dinde. La superficie vouée à l'élevage représentait alors 31 778 hectares.